# Acromycter nezumi
Acromycter nezumi är en fiskart som först beskrevs av Asano, 1958.  Acromycter nezumi ingår i släktet Acromycter och familjen havsålar. Inga underarter finns listade i Catalogue of Life.